# Calymperes perlimbatum
Calymperes perlimbatum là một loài rêu trong họ Calymperaceae. Loài này được Paris mô tả khoa học đầu tiên năm 1904.